# Kamienica przy ulicy Stawowej 10 w Katowicach
Kamienica przy ulicy Stawowej 10 w Katowicach – kamienica mieszkalno-biurowa w Katowicach, położona jest przy ulicy Stawowej 10 w dzielnicy Śródmieście. Powstała w 1896 roku według projektu Maxa Grünfelda w stylu neorenesansu północnego.

## Historia

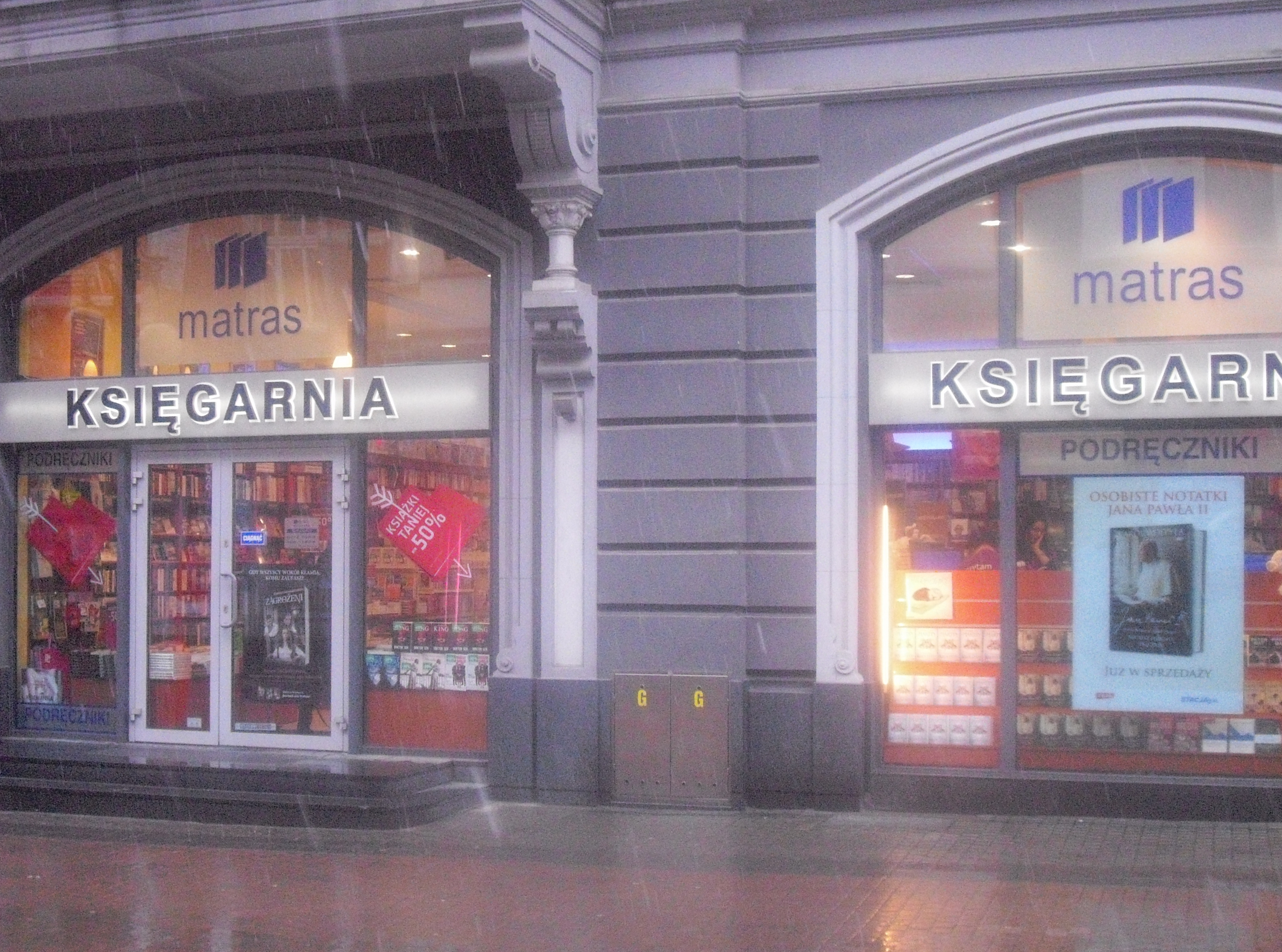
Księgarnia sieci Matras na parterze kamienicy w 2012 roku

Kamienica została wzniesiona w 1896 roku, a jej projekt opracował Max Grünfeld, co wynika z odnalezionego w 2013 roku archiwalnego projektu budynku, który był wpięty w akta Szkoły Podstawowej nr 10 im. M. Skłodowskiej-Curie w Katowicach, mającej do 2017 roku swoją siedzibę przy ulicy Stawowej 6. Niektórzy autorzy podają, iż powstała ona według projektu Georga Zimmermanna, który był też jednym ze współwłaścicieli budynku. W 1914 roku właścicielem kamienicy byli handlowcy – bracia Markusowie.
W latach międzywojennych w murach kamienicy funkcjonowała restauracja „Zdrój Okocimski”, która była jednym z bardziej znanych lokali w Katowicach. Pierwotnie w jej miejscu funkcjonowała zaś piwiarnia Konrada Kisslinga. Tymczasowo, tj. do 1932 roku działała tutaj Izba Rzemieślnicza w Katowicach, której prezesem był wówczas Piotr Łyszczak. W tym też czasie swoje biuro miała tu Rada Notarialna, kierowana przez Antoniego Rostera. W 1935 roku właścicielem budynku pod nr. 10 było Poznańsko-Warszawskie Towarzystwo Ubezpieczeń. W tym czasie swoją siedzibę miały w nim następujące przedsiębiorstwa i instytucje: polski specj. dom higieniczny „Sanitas”, Śląski Klub Automobilowy, biuro sprzedaży polskich walcowni cynku i restauracja „Zdrój Okocimski”.
W październiku 1945 roku w kamienicy rozpoczęła działalność kawiarnia i restauracja „U Literatów”, a w 1948 roku swoją siedzibę miał w tym samym budynku Wojewódzki Związek Zrzeszeń Kupieckich, którego prezesem był wówczas Walenty Jerzykiewicz.
26 października 1994 roku w kamienicy przy ulicy Stawowej 10 otwarto restaurację sieci Burger King. W późniejszych latach w miejscu Burger Kinga działała księgarnia sieci Matras. W 2009 roku kamienica została odnowiona. Wyremontowano jej elewację frontową, a także odtworzono sterczyny. W 2018 roku w kamienicy działała m.in. placówka bankowa, a pod koniec lipca 2023 roku w systemie REGON było zarejestrowanych 10 aktywnych podmiotów gospodarczych z siedzibą przy ulicy Stawowej 10, w tym m.in.: studio pilatesu, klinika medycyny estetycznej, placówka ING Banku Śląskiego oraz kantor.

## Charakterystyka
Kamienica mieszkalno-biurowa położona jest przy ulicy Stawowej 10 w Katowicach, na obszarze dzielnicy Śródmieście, w pierzei zwartej zabudowy ulicy. Jest to budynek murowany z cegły, powstały na planie zbliżonym do litery „L”, zwieńczony dachem dwuspadowym krytym dachówką, z lukarnami. Powierzchnia zabudowy budynku wynosi 384 m². Liczy 5 kondygnacji nadziemnych i 1 podziemną.
Kamienica architektoniczne reprezentuje styl neorenesansu północnego (bądź historyzm). Fasada na poziomie potynkowanego i boniowanego parteru jest trzyosiowa, a wyżej czteroosiowa, z czego dwie środkowe osie odpowiadają szerokości centralnej osi parteru. Jest ona dodatkowo niesymetryczna i oblicowana żółtą cegłą, z tynkowanym detalem architektonicznym. Cała fasada jest wyraźnie podzielona na dwie części. Oś lewa jest lekko zryzalitowana i zakończona ozdobnym szczytem uskokowym. Na osi prawej na poziomie trzeciej i czwartej kondygnacji znajduje się wykusz wsparty na konsolach; na osiach bocznych drugiej i trzeciej kondygnacji znajdują się balkony z kutymi balustradami, oparte na ozdobnych konsolowych wspornikach, a w elewacji tylnej znajduje się ryzalit klatki schodowej.
Otwory okienne parteru zostały zakończone odcinkowo i są ujęte w profilowanych tynkowych opaskach. Otwory okienne od drugiej do czwartej kondygnacji są prostokątne, z czego w ryzalicie trójdzielne, a w wykuszu dwudzielne ze słupkiem. Są one ujęte w opaski tynkowe zdobione w nad- i podokiennikach płycinami z motywami roślinnymi i kartuszami. Stolarka okienna jest czterokwaterowa ze ślemieniem.
Brama przejazdowa znajduje się na skrajnej osi budynku, a przykryta jest sklepieniem krzyżowym na gurtach wspartych na lizenach. Sklepienie pokryto szablonową polichromią florystyczną. Posadzka w sieni jest ceramiczna, a drewniane dwubiegowe schody na klatce schodowej mają oryginalną metalową balustradę. Na klatce zachowały się także oryginalne szyby ze szkła trawionego.
Oficyny budynku, boczna i tylna, pochodzą z czasu budowy kamienicy.
Kamienica wpisana jest do gminnej ewidencji zabytków miasta Katowice.